# Camponotus confluens
Camponotus confluens är en myrart som beskrevs av Auguste-Henri Forel 1913. Camponotus confluens ingår i släktet hästmyror, och familjen myror.

## Underarter
Arten delas in i följande underarter:
- C. c. bequaerti
- C. c. confluens
- C. c. trematogaster